# Poederspuitgieten

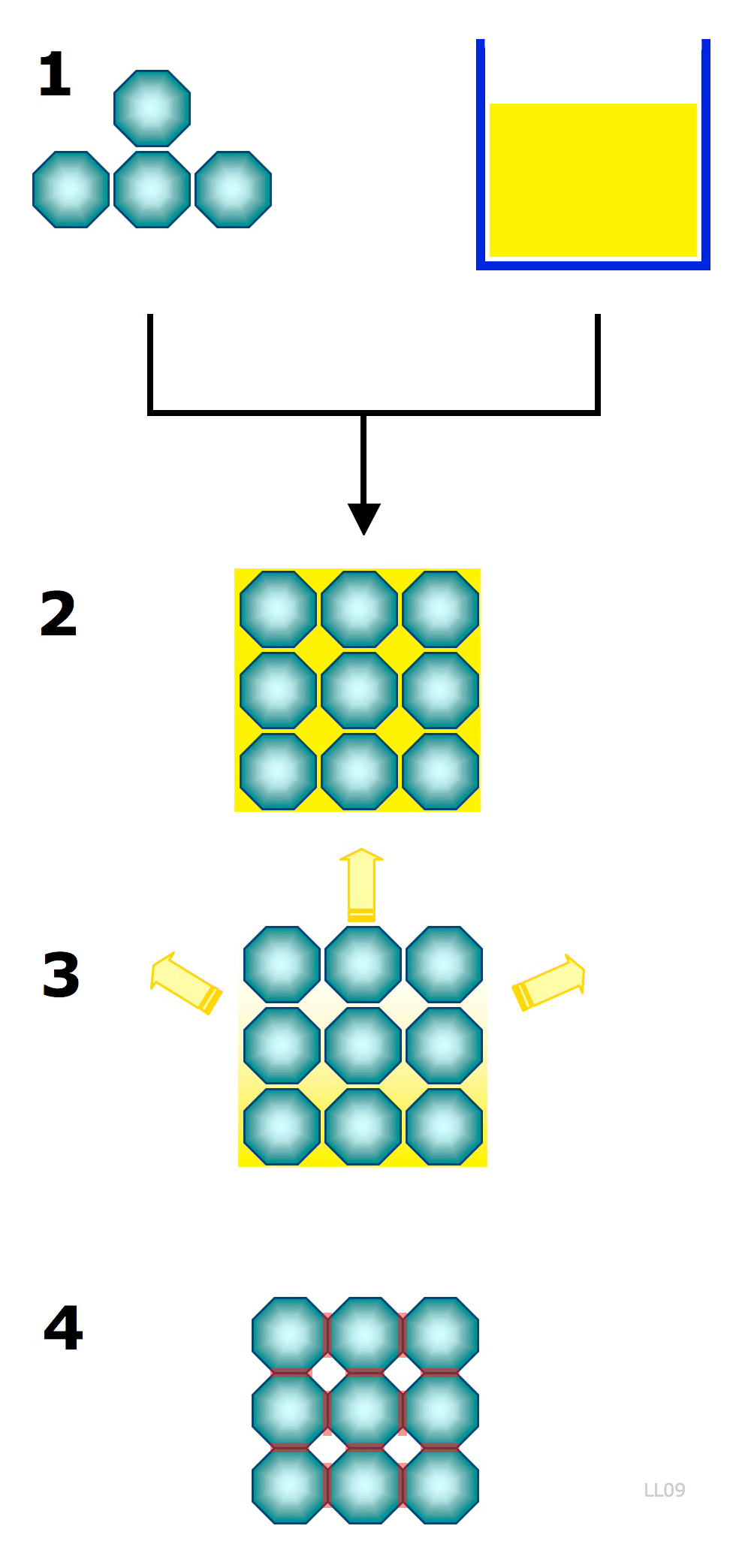
Poederspuitgieten. 1 Mengen poeder + bindmiddel. 2 Spuitgieten. 3 Verwijderen bindmiddel. 4 Sinteren.

Poederspuitgieten is een spuitgiet vormgevingstechniek om metaal of ceramische deeltjes een vorm te geven.

## Afkortingen
- PIM: Powder injection molding
- MIM: Metal injection molding
- CIM: Ceramic injection molding.

## Proces
Poederdeeltjes worden voldoende fijn ( ± 20 μmm) gemalen en gemengd (± 50%) met een bindmiddel (1). Vervolgens  wordt het mengsel in een spuitgietmachine in een vorm gedrukt (2). Na het spuitgieten wordt het bindmiddel verwijderd door het op te lossen of  te verbranden (3). Nadat het bindmiddel is verwijderd wordt het poeder gesinterd (4).

## Voordelen
Met het poederspuiten is het mogelijk om complex gevormde delen, van metaal of van ceramiek, industrieel in grotere series te maken. Alhoewel de vorm tijdens het sinteren ±20% krimpt kunnen met deze vormgeeftechniek vrij nauwkeurige vorm toleranties behaald worden.
De poederspuitdelen kunnen  mechanisch en thermisch op de gangbare manieren worden nabewerkt. (stralen, polijsten, galvaniseren, harden, lassen en lakken)

## Nadelen
Omdat het een vrij bewerkelijk proces is en omdat de poeders vrij duur zijn wordt het vrijwel alleen toegepast voor kleine complex gevormde delen die of slijtvast of sterk moeten zijn.

## Toepassingen
Poederspuitgieten wordt veel toegepast voor het maken van slijtagegevoelige onderdelen van (productie)machines en of apparaten.